# Amoeba (Gattung)
Amoeba ist eine Gattung unbeschalter, amöboider Einzeller aus der Gruppe der Euamoebida. Sie besiedeln Süßwasser.
Der Begriff ist historisch eng verknüpft, aber nicht identisch mit dem der Amöbe.

## Merkmale
Die Arten der Gattung erreichen in der Regel eine Länge zwischen 220 und 760 Mikrometer. Nur Amoeba diminutiva bleibt zwischen 15 und 20 Mikrometer groß. Die Zellen können sich aktiv fortbewegen. Ruhende oder gesättigte Zellen sind unregelmäßig rund, Zellen in fließender Bewegung weisen lange, strahlenförmige Pseudopodien auf. Sie sind in der Regel polypodial (bilden also viele Zellfortsätze [Pseudopodien] zur Bewegung aus) mit einem zylindrischen, deutlich vergrößerten Pseudopodium.
Die Arten weisen nur einen scheiben- oder eiförmigen Zellkern auf. Die Bestandteile des Nucleolus sind meist verstreut. Das körnig erscheinende Zytoplasma enthält häufig stumpf bipyramidale Kristalle. Das Uroid, soweit vorhanden, ist maulbeerförmig.

## Systematik
Die Gattung wurde 1822 durch Jean Baptiste Bory de Saint-Vincent erstbeschrieben, Typusart ist Amoeba proteus. Der Gattungsname entstammt dem Griechischen und verweist auf die gestaltwandlerischen Fähigkeiten der Zellen. Das Schwestertaxon der Gattung Amoeba ist die Gattung Chaos.
Zur Gattung zählen die Arten:
- Amoeba proteus
- Amoeba leningradensis
- Amoeba diminutiva

## Nachweise
1. 1 2 3  Andrew Rogerson, David J. Patterson: The Naked Ramicristate Amoebae, In: John J. Lee, G. F. Leedale, P. Bradbury (Hrsg.): An Illustrated Guide to the Protozoa. Band 2. Allen, Lawrence 2000, ISBN 1-891276-23-9, S. 1041 (englisch).
2. ↑  D.R. Khanna: Biology Of Protozoa, 2004, ISBN 8171419062, S. 257.
3. ↑  Ignacio Bolivar, José F. Fahrni, Alexei Smirnov, Jan Pawlowski: *SSU rRNA-based Phylogenetic Position of the Genera Amoeba and Chaos (Lobosea, Gymnamoebia): The Origin of Gymnamoebae Revisited In: Molecular Biology and Evolution, Volume 18, Issue 12, S. 2306–2314, 2001.